# Coin supérieur du domaine de vol

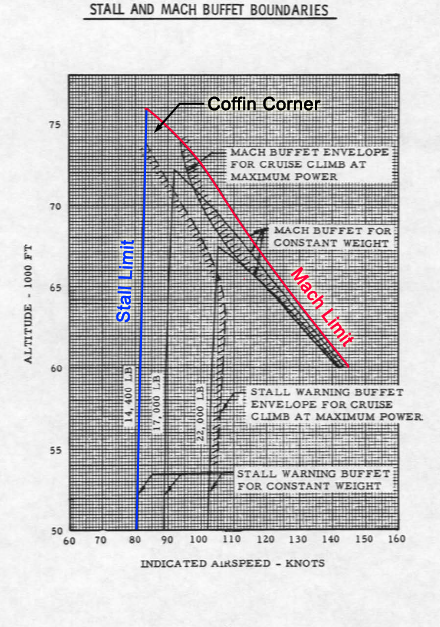
Représentation graphique du domaine de vol d'un avion Lockheed U-2, avec la vitesse de décrochage en bleue ("Stall Limit") et la vitesse maximale en rouge ("Mach Limit") illustrant le coin supérieur du domaine de vol (dénommé "coffin corner", en noir).

Le coin supérieur du domaine de vol (également connu sous le nom de coffin corner en anglais, littéralement "coin du cercueil") est la région du domaine de vol où la vitesse de décrochage d'un avion est proche de sa vitesse maximale. 
Lorsque l'altitude d'un avion augmente, sa vitesse de décrochage augmente également, mais sa vitesse maximale diminue, entraînant ainsi une diminution du domaine de vol, le « coin du cercueil » fait ainsi référence à la forme triangulaire (en haut d'un tableau illustrant le domaine de vol) se formant par la convergence, avec l'altitude, des courbes de décrochage et de vitesse maximale, jusqu'à se situer à quelques nœuds l'un de l'autre.
Dans cette région de vol, la marge de manœuvre pour maintenir un avion en vol est étroite étant donné que la vitesse minimale requise est proche de la vitesse maximale autorisée, tout dépassement de la vitesse plancher (vitesse minimale pour éviter le décrochage) ou de la vitesse plafond (vitesse maximale de l'avion) pouvant entraîner soit un décrochage, soit une  survitesse, les deux phénomènes pouvant avoir des conséquences dramatiques.